# エストニア共和国 (1944年)

エストニア共和国
Eesti Vabariik (エストニア語)

国歌: Mu isamaa, mu õnn ja rõõm（エストニア語）
我が故国、我が誇りと喜び

エストニア共和国（エストニアきょうわこく、エストニア語: Eesti Vabariik）は、第二次世界大戦末期の1944年9月18日に独立を宣言した短命の国家である。

## オットー・ティーフ内閣

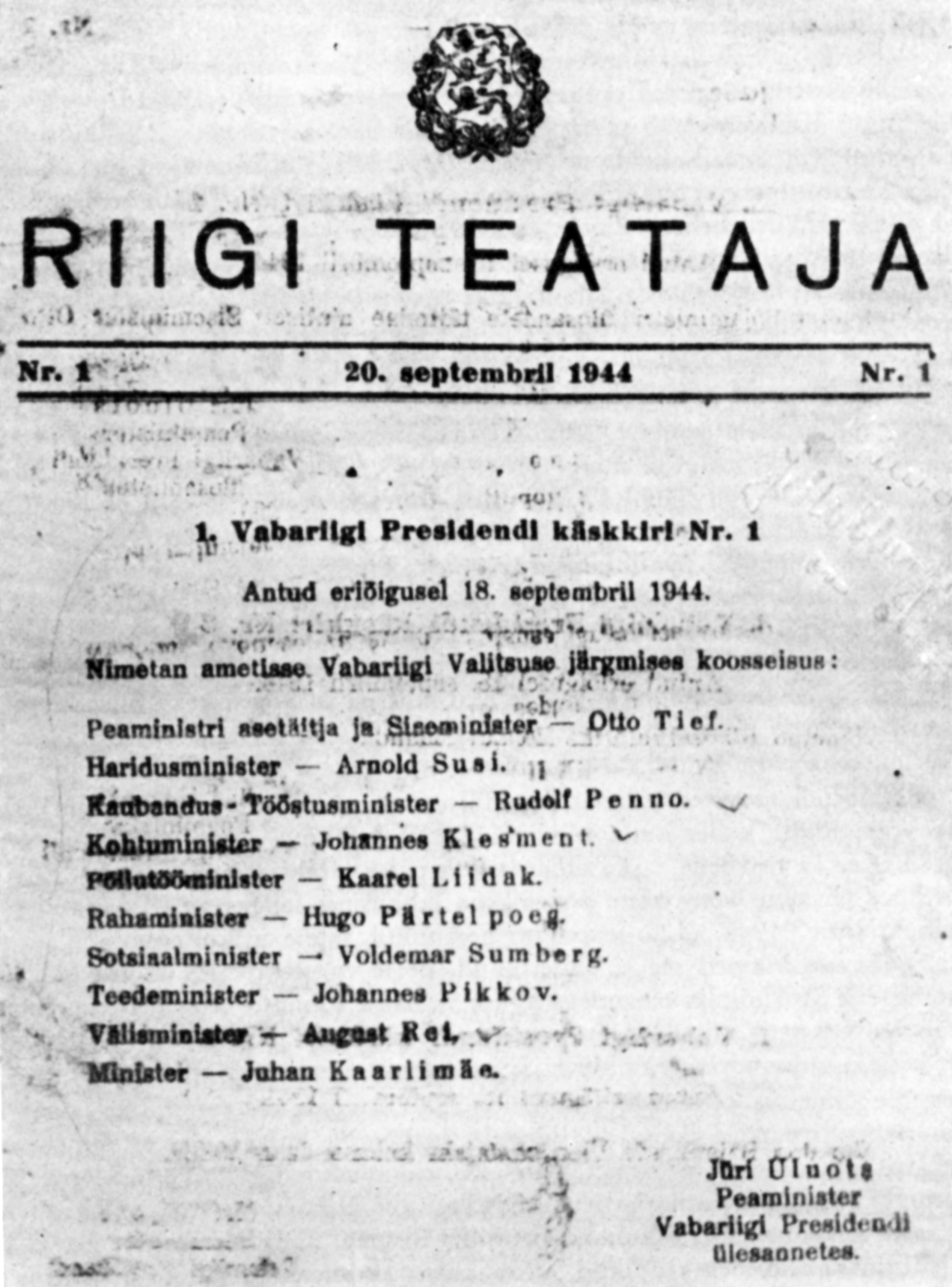
1944年9月18日、エストニア共和国の成立を知らせる官報

第二次世界大戦の終盤、ドイツ軍の撤退とソビエト軍の進駐との間のわずか一週間の隙を突いて、大統領代行ユーリー・ウルォトスはオットー・ティーフを首相に任命し、9月18日に内閣を招集するように依頼した。ティーフは戦前のエストニア第一共和国と法的な連続性を保ったエストニア共和国の独立回復を宣言し、首都タリンに迫るソビエト軍への抵抗を試みたが、9月22日にはソビエト軍のタリン入城を許し、ソビエト連邦に再併合された。
その後領土の大部分がエストニア・ソビエト社会主義共和国領となったが、旧ペツェリ県の多くがロシア・ソビエト連邦社会主義共和国領となり、現在でもこの時の境界線がロシア・エストニア国境となっている。

### 閣僚名簿
- ユーリー・ウルォトス - 大統領代行
- オットー・ティーフ - 首相
  - ユハン・ジピッコフ(1947年9月3日没) - 逓信大臣
  - オーガスト・レーイ(スウェーデンに亡命、1944年12月31日から1945年1月9日まで同地で執務) - 外務大臣
  - ユハン・カッルリマエ - 無任所大臣
  - ヨハネス・シッカル(1952年4月20日、スウェーデンに亡命) - 無任所大臣
  - アルトゥル・テッラス(1952年4月20日、スウェーデンに亡命) - 無任所大臣